# Žeje, Postojna
Žeje so naselje v Občini Postojna.